# Rożnowo (województwo warmińsko-mazurskie)
Rożnowo – osada w Polsce położona w województwie warmińsko-mazurskim, w powiecie ostródzkim, w gminie Miłakowo.
W latach 1975–1998 miejscowość położona była w województwie olsztyńskim.
Zobacz też: Rożnowo, Rożnowo Nowogardzkie, Rożnowo Łobeskie, Rożnów